# Санта-Круш (Виньяйш)
Санта-Круш (порт. Santa Cruz) — район (фрегезия) в Португалии, входит в округ Браганса. Является составной частью муниципалитета Виньяйш. По старому административному делению входил в провинцию Траз-уж-Монтиш и Алту-Дору. Входит в экономико-статистический субрегион Алту-Траз-уш-Монтеш, который входит в Северный регион. Население составляет 72 человека на 2001 год. Занимает площадь 10,48 км².